# Tertulian (imię)
Tertulian – imię męskie pochodzenia łacińskiego, oznaczające "urodzony jako trzeci". Wśród sławnych osób noszących to imię -  Tertulian, pisarz chrześcijański (zm. w poł. III wieku). 
Tertulian imieniny obchodzi 27 kwietnia i 4 sierpnia.
Zobacz też:
- Tertulianizm